# Lutz Hesslich
Lutz Heßlich (nascido em 17 de janeiro de 1959) é um ex-ciclista alemão que competiu no ciclismo nos Jogos Olímpicos de Verão de 1980 e 1988.